# Yigoga eureteocles
Yigoga eureteocles là một loài bướm đêm trong họ Noctuidae.